# Linda Schadler
Pour les articles homonymes, voir Schädler.
Linda Sue Schadler est une scientifique des matériaux américaine, professeure à l'université du Vermont. Ses recherches portent sur le comportement mécanique, optique et électrique des composites polymères. Elle est membre de la Materials Research Society (en).

## Enfance et éducation
Linda Schadler a grandi à Niskayuna, dans l'État de New York. Son père travaillait dans la métallurgie à General Electric et sa mère était professeur de sciences au Union College. Schadler étudie la science des matériaux à l'université Cornell et a obtenu son diplôme en 1985,. Elle poursuit ses études à l'Université de Pennsylvanie où elle prépare un doctorat, travaillant sur les mécanismes qui sous-tendent le chargement monotone et la fatigue cyclique, et soutient une thèse intitulée « A study of the micromechanics of the fiber-matrix interphase in mono-filament composites, in monotonic loading and cyclic fatigue » (1990).

## Recherche et carrière
Linda Schadler a été chercheuse postdoctorale au Thomas J. Watson Research Center. Elle est nommée à l'université Drexel en 1992, puis à l'Institut polytechnique Rensselaer (RPI) en 1996, où elle enseigne pendant vingt-deux ans. En 2012, elle a été nommée professeure Russell Sage. Ses recherches à l'Institut polytechnique Rensselaer comprenaient des études sur les composites polymères et d'autres systèmes à deux phases. Elle est nommée vice-rectrice et directrice du premier cycle. Schadler a créé une vidéo intitulée Molecules to the Max, qui initie le grand public à la science des matériaux,. Elle crée un espace d'expérimentation pédagogique. 
En 2018, Schadler est nommée à l'Université du Vermont, où elle est directrice des sciences de l'ingénierie et des mathématiques,. Elle obtient une subvention de cinq millions de dollars pour créer une base de données de nanocomposites et de métamatériaux polymères qui permettra aux chercheurs de prédire les propriétés de nouveaux matériaux. Schadler veille à l'Université du Vermont à ce que les scientifiques et les ingénieurs reçoivent une formation en sciences humaines.

## Prix et distinctions
- 1994 : Jeune chercheur national de la Fondation nationale pour la science[11]
- 1997 : prix international ASM Bradley Staughton[12]
- 1998 : fellow de la ASM International[13]
- 2011 : administratrice de l'ASM International[14]
- 2016 : membre de la Materials Research Society (en)[15]

## Publications (sélection)
- Linda Schadler, « Load transfer in carbon nanotube epoxy composites », Applied Physics Letters, vol. 73, no 26,‎ 1998, p. 3842–3844 (DOI 10.1063/1.122911, Bibcode 1998ApPhL..73.3842S)
- Linda Schadler, « Composites nanotubes de carbone-polymère à paroi simple : résistance et faiblesse », Matériaux avancés, vol. 12,‎ 2000 (DOI 10.1002 /(SICI)1521-4095(200005)12:10<750::AID-ADMA750>3.0. CO;2-6)
- Linda Schadler, « Quantitative equivalence between polymer nanocomposites and thin polymer films », Nature Materials, vol. 4, no 9,‎ 2005, p. 693–698 (PMID 16086021, DOI 10.1038/nmat1447, Bibcode 2005NatMa...4..693B)
- M. R. Islam, G. Tudryn, R. Bucinell et L. Schadler, « Morphology and mechanics of fungal mycelium », Scientific Reports, vol. 7, no 1,‎ 2017, p. 13070 (ISSN 2045-2322, PMID 29026133, PMCID 5638950, DOI 10.1038/s41598-017-13295-2, Bibcode 2017NatSR...713070I)

## Vie privée
Schadler est mariée à Tom Feist, avec qui elle a deux enfants. 